# Staurogyne kinabaluensis
Staurogyne kinabaluensis är en akantusväxtart som beskrevs av Cornelis Eliza Bertus Bremekamp. Staurogyne kinabaluensis ingår i släktet Staurogyne och familjen akantusväxter. Inga underarter finns listade i Catalogue of Life.